# Estação Taquara
A Estação Taquara é uma parada do BRT TransCarioca localizada no bairro da Taquara, no município do Rio de Janeiro.

## Histórico
A partir do início da execução das obras para a implantação do BRT TransCarioca, começaram as intervenções para a implantação da parada. Primeiramente, em 2013, ocorreram as mudanças de trânsito e interdições parciais na Estrada dos Bandeirantes e na Avenida Nelson Cardoso. Depois, houve a destruição de parte das calçadas de ambas as vias para o alargamento das mesmas.
Com a destruição das calçadas e do asfalto, ocorreram obras de drenagem para eliminar pontos de alagamento. Após, aconteceu a remodelação das calçadas e o reasfaltamento das referidas vias inclusive com a construção de uma pista de cimento para circulação exclusiva do BRT e a formação da base de cimento da plataforma.
No fim do ano de 2013, a Estrada dos Bandeirantes e a Avenida Nelson Cardoso foram liberadas integralmente para o tráfego e os trabalhos se concentraram na construção da passarela e da estação. Com relação a parada foram erguidas as instalações metálicas (bases, teto e paredes laterais), instalados os sistemas de iluminação, bilhetagem eletrônica, ar-condicionado, abertura automática das portas e as mesmas, a cabine da bilheteria, sinalização visual e assentos para espera. Por fim, houve a instalação de grades metálicas para evitar que os transeuntes façam a travessia indevida entre os lados das referidas vias e a remodelação da sinalização semafórica e visual.
A parada foi inaugurada em 2 de junho de 2014, data de inauguração do TransCarioca com os serviços Alvorada - Tanque (Parador) e Alvorada - Tanque (Expresso).

## Origem do nome da estação

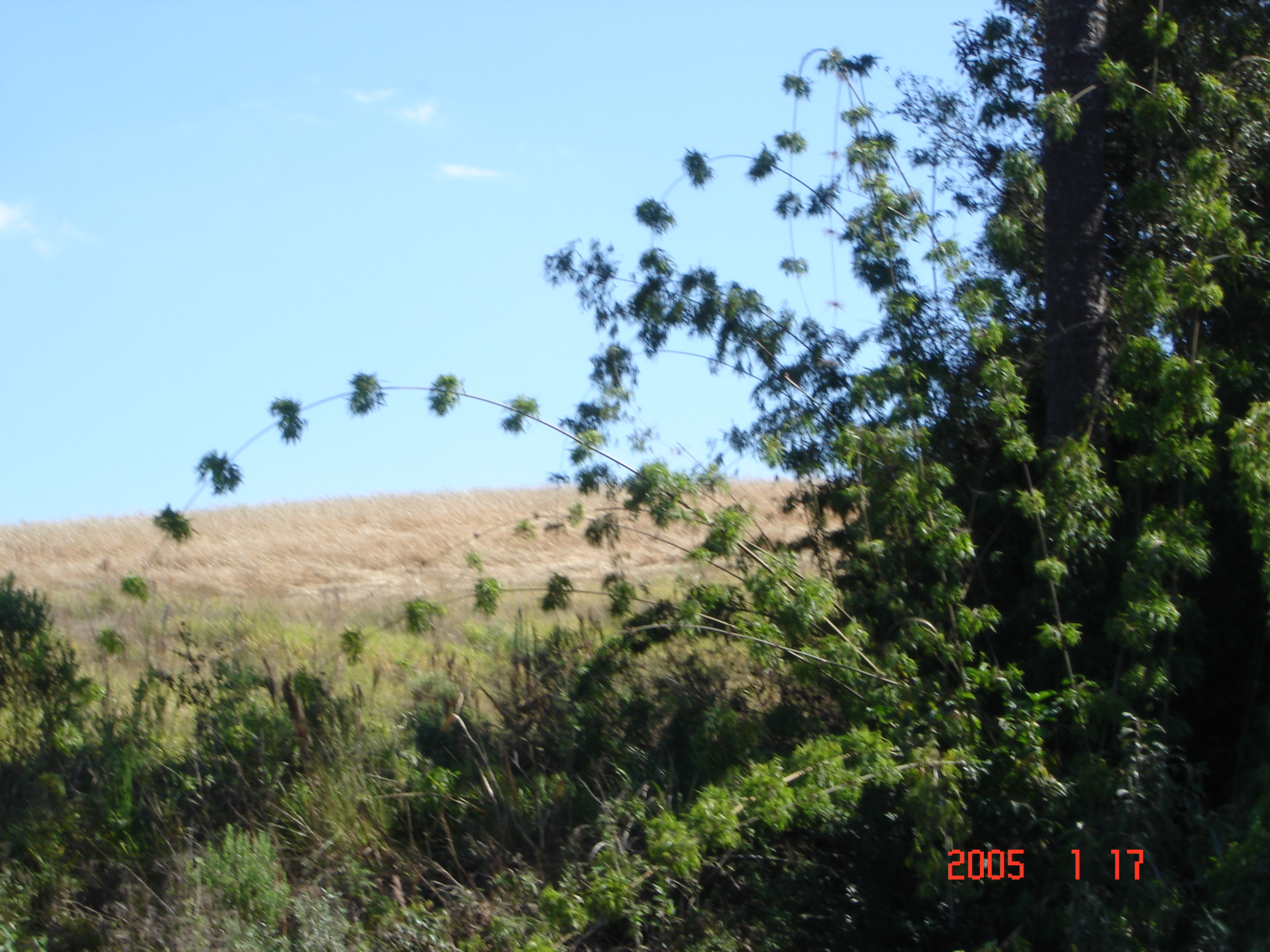
Taquara, espécie de bambu recorrente na região no início de sua colonização

Por se localizar próximo ao Largo da Taquara, ponto central do bairro, a parada recebeu o nome do bairro. Taquara é uma espécie de bambu usado na fabricação de cestos, que existia em abundância na região. Além disso, a planta foi homenageada com o nome de uma das primeiras chácaras da região, a Fazenda da Taquara, no século XVIII. A propriedade pertencia ao Dr. Francisco Fonseca Teles, mais conhecido como Barão de Taquara.

## Localização
A Estação Taquara está localizada no canteiro central da Estrada dos Bandeirantes, próximo ao cruzamento com a Avenida Nelson Cardoso, Estradas do Rio Grande, Rodrigues Caldas e do Tindiba. É localizado em frente aos Supermercados Extra e Prezunic do bairro, banco Itaú, drogarias Pacheco, loja de eletrônicos Casa & Vídeo, posto de combustíveis Petrobrás e Distribuidora de doces UFA.

## Acessos
Existem os seguintes acessos a estação:
- Passarela de ligação do Terminal Bandeira Brasil com a Avenida Nelson Cardoso e Estrada dos Bandeirantes
- Travessia de pedestres na Estrada dos Bandeirantes em frente as Ruas Nacional e Doutor Francisco Fonseca Teles

## Serviços existentes e horário de funcionamento
Segundo o site oficial da administradora do BRT, existem as seguintes linhas (serviços) que atendem a parada:
- 35 - Madureira x Alvorada (Parador) - das 4h às 22h (segunda à sexta);
- 38 - Fundão x Alvorada (Parador) - das 22h à 00h (segunda à sexta), das 21h à 00h (sábado) e das 20h à 00h (domingo);
- 40 - Madureira x Alvorada (Expresso) - das 5h às 10h e das 15h às 18h (segunda à sexta), e das 5h às 20h (sábado);
- 41 - Madureira x Recreio (Expresso) - das 5h às 21h (segunda à sexta);
- 43 - Santa Efigênia x Fundão (Expresso) - das 5h às 9h e das 16h às 20h (segunda à sexta)
- 46 - Penha x Alvorada (Expresso) - das 4h às 22h (segunda à sábado) e das 4h às 20h (domingo).

Por conta destes serviços, a estação funciona das 4h até à 0h.

## Terminal Bandeira Brasil

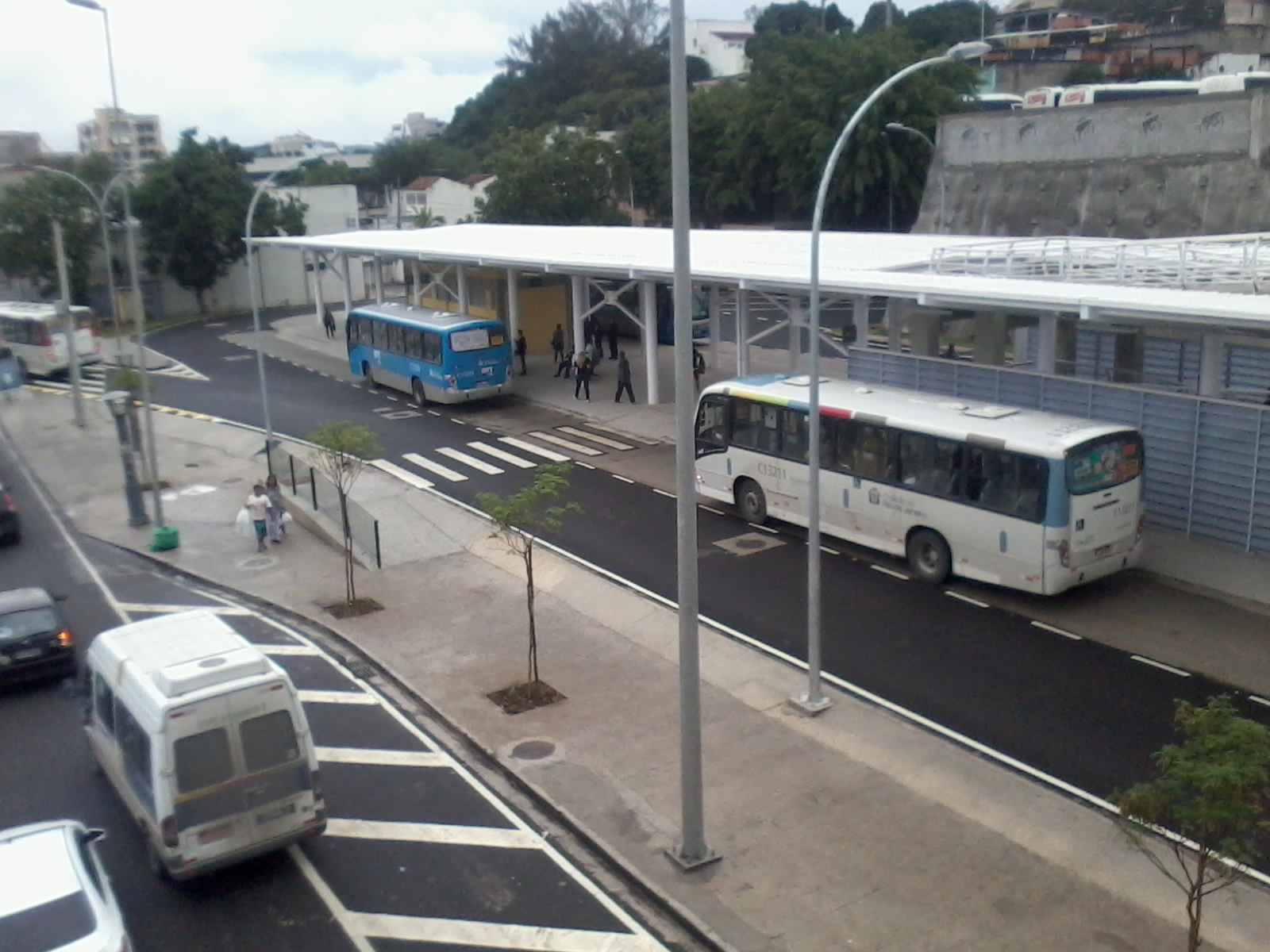
Terminal Bandeira Brasil, localizado ao lado da Estação Taquara

O Terminal Bandeira Brasil é um terminal de ônibus que foi construído para abrigar as linhas alimentadoras do BRT. Ele está localizado no fim da passarela sobre a Estrada dos Bandeirantes (que também dá acesso a Estação Taquara). No Terminal estão localizados os pontos finais das seguintes linhas:
| Número | Linha                             |
| ------ | --------------------------------- |
| 810    | Taquara x Pontal                  |
| SP810  | Taquara x Vargem Grande           |
| 831    | Taquara x Colônia                 |
| SV831  | Taquara x Colônia (via Rua Ipadu) |
| 865    | Taquara x Pau da Fome             |
| 881    | Taquara x Alvorada (via Camorim)  |
| 900    | Taquara x Downtown                |
| 954    | Taquara x Recreio                 |

## Galeria

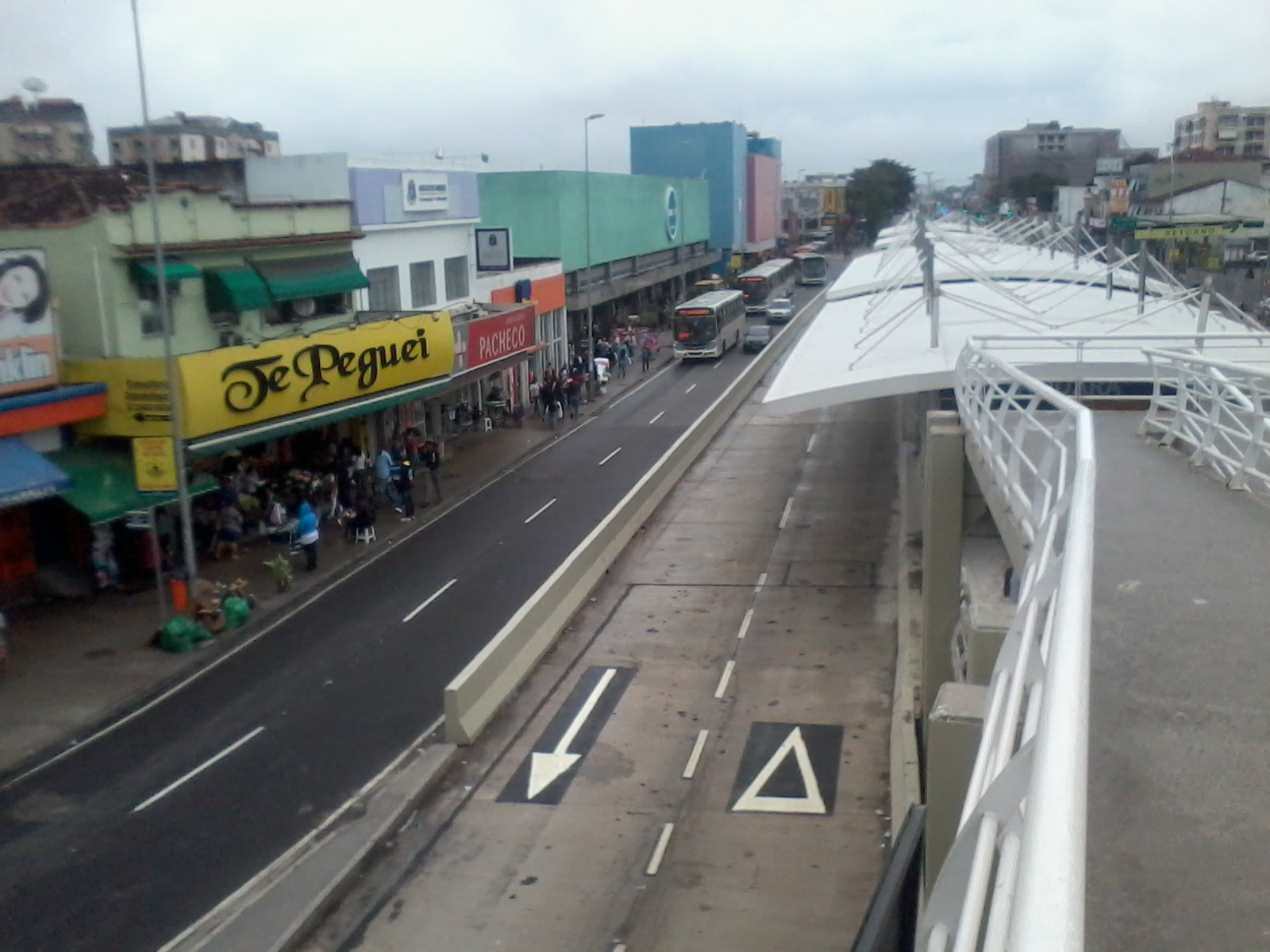
Estação Taquara vista da Passarela sobre a Estrada dos Bandeirantes (pista sentido Av. Nelson Cardoso)
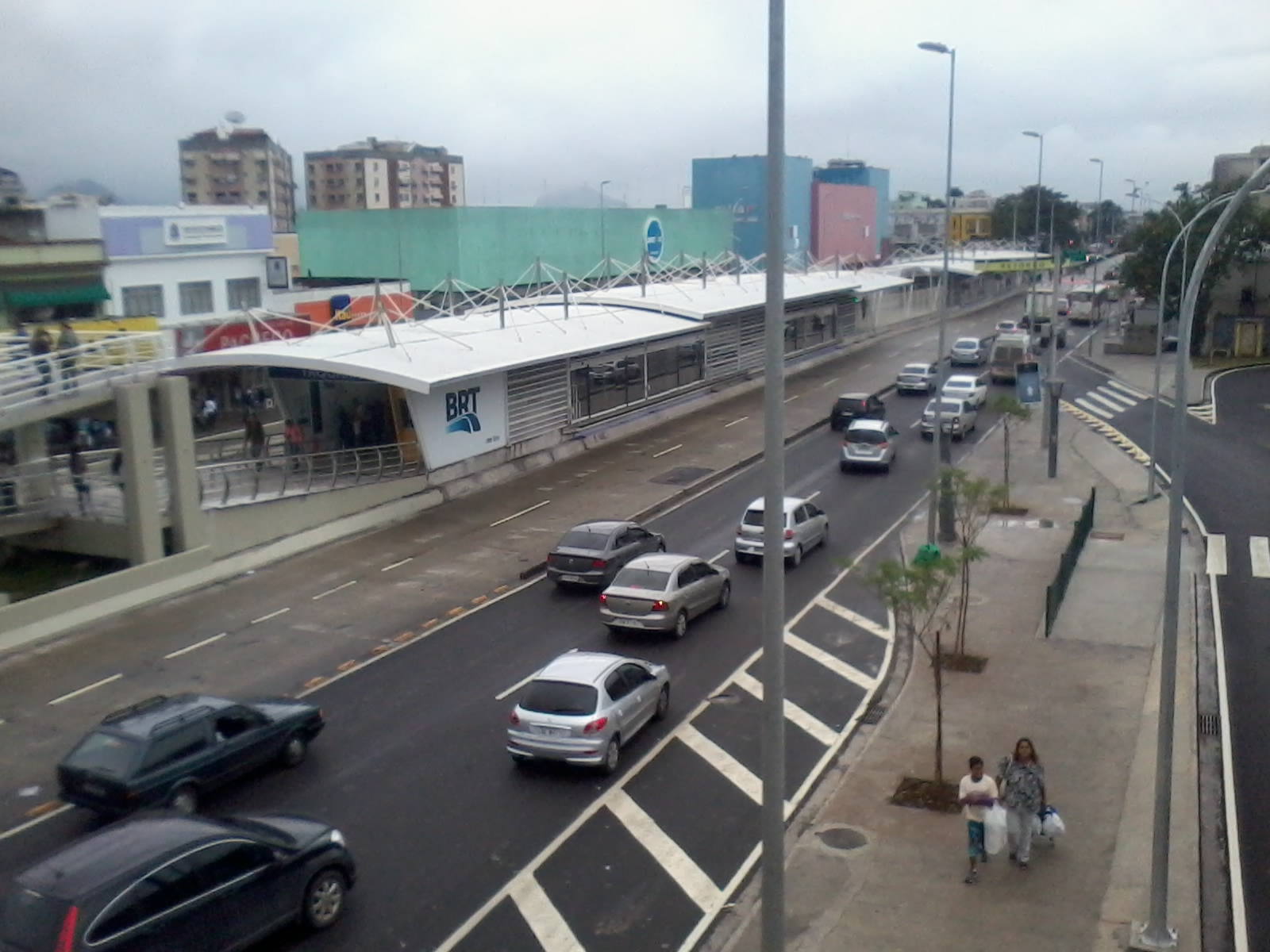
Estação vista da passarela sobre a Est. Bandeirantes junto ao Terminal Bandeira Brasil
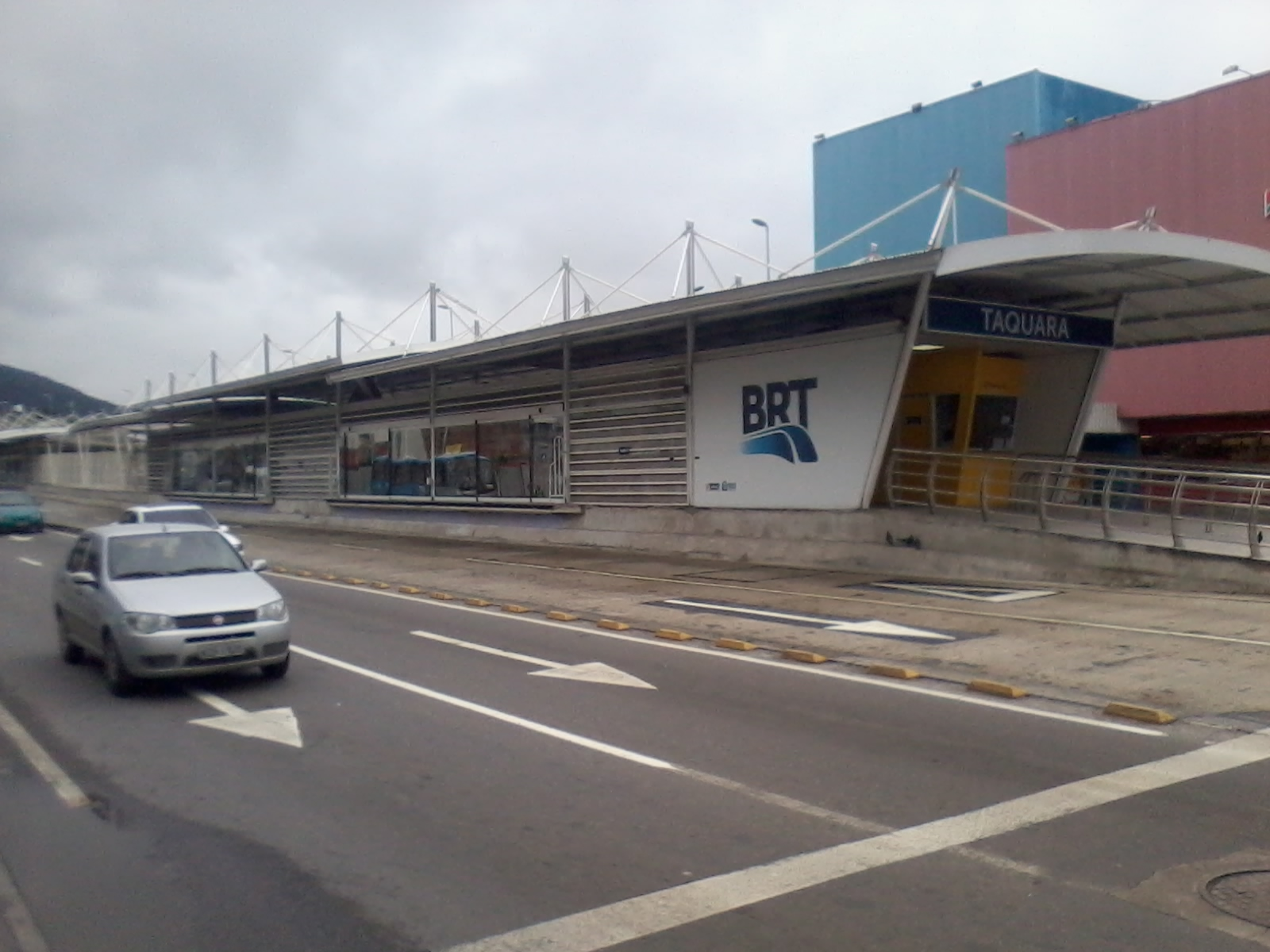
Estação Taquara vista da Est. Bandeirantes (sentido Vargem Grande). Entrada em frente as Ruas Nacional e Dr. Fonseca Teles
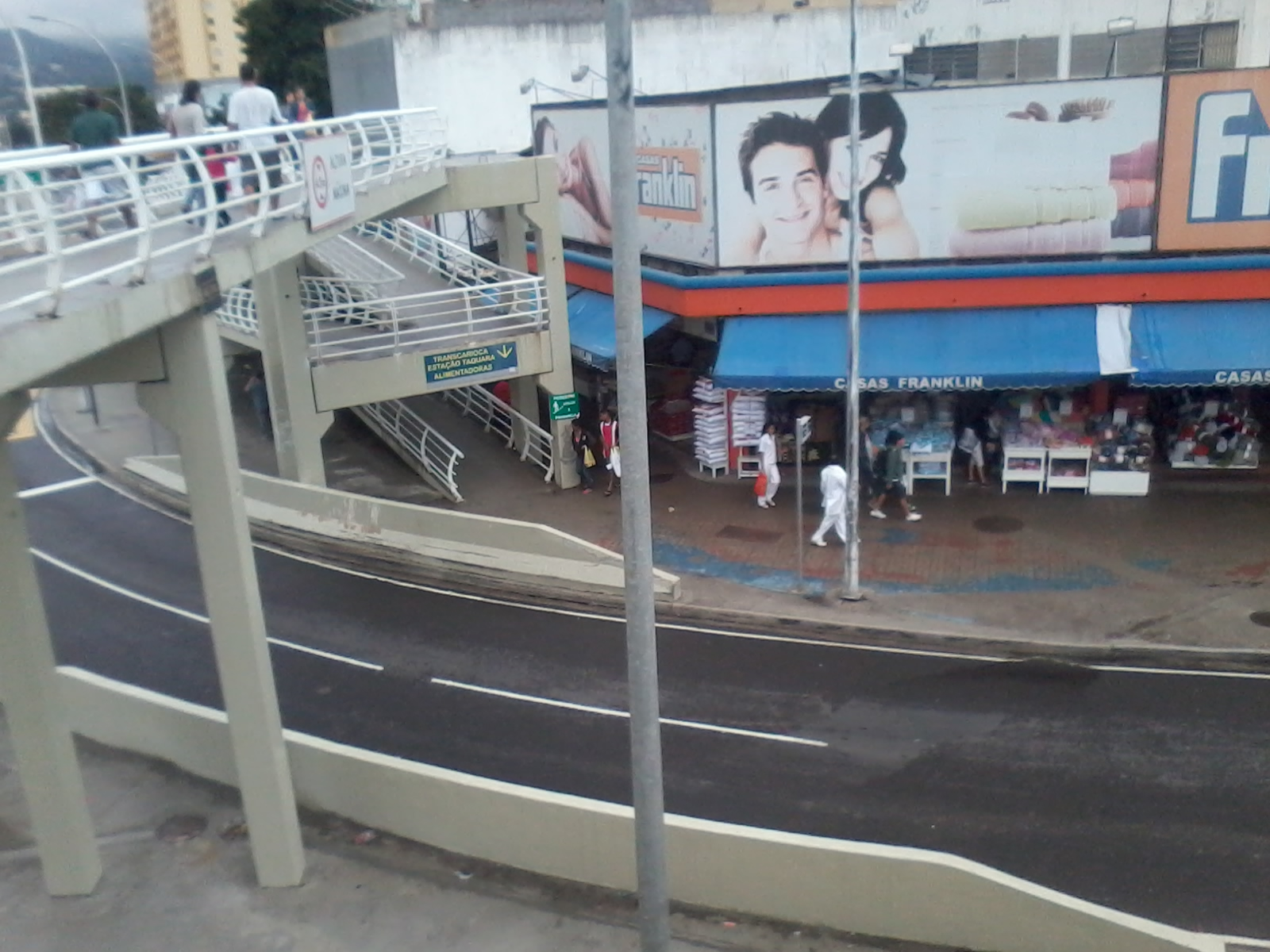
Acesso da Passarela sobre a Est. Bandeirantes pelo Largo da Taquara
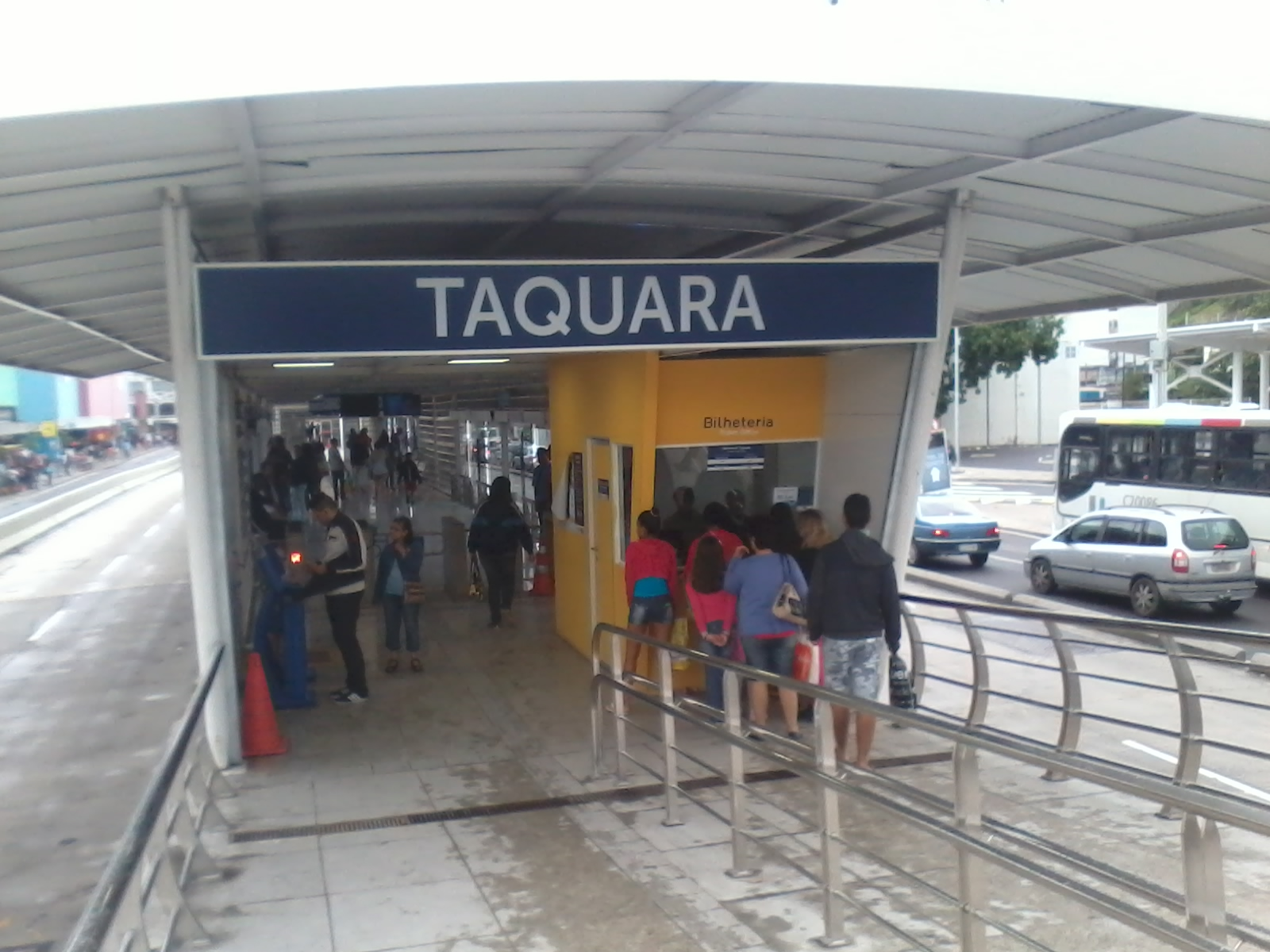
Entrada da Estação Taquara pela passarela sobre a Est. Bandeirantes
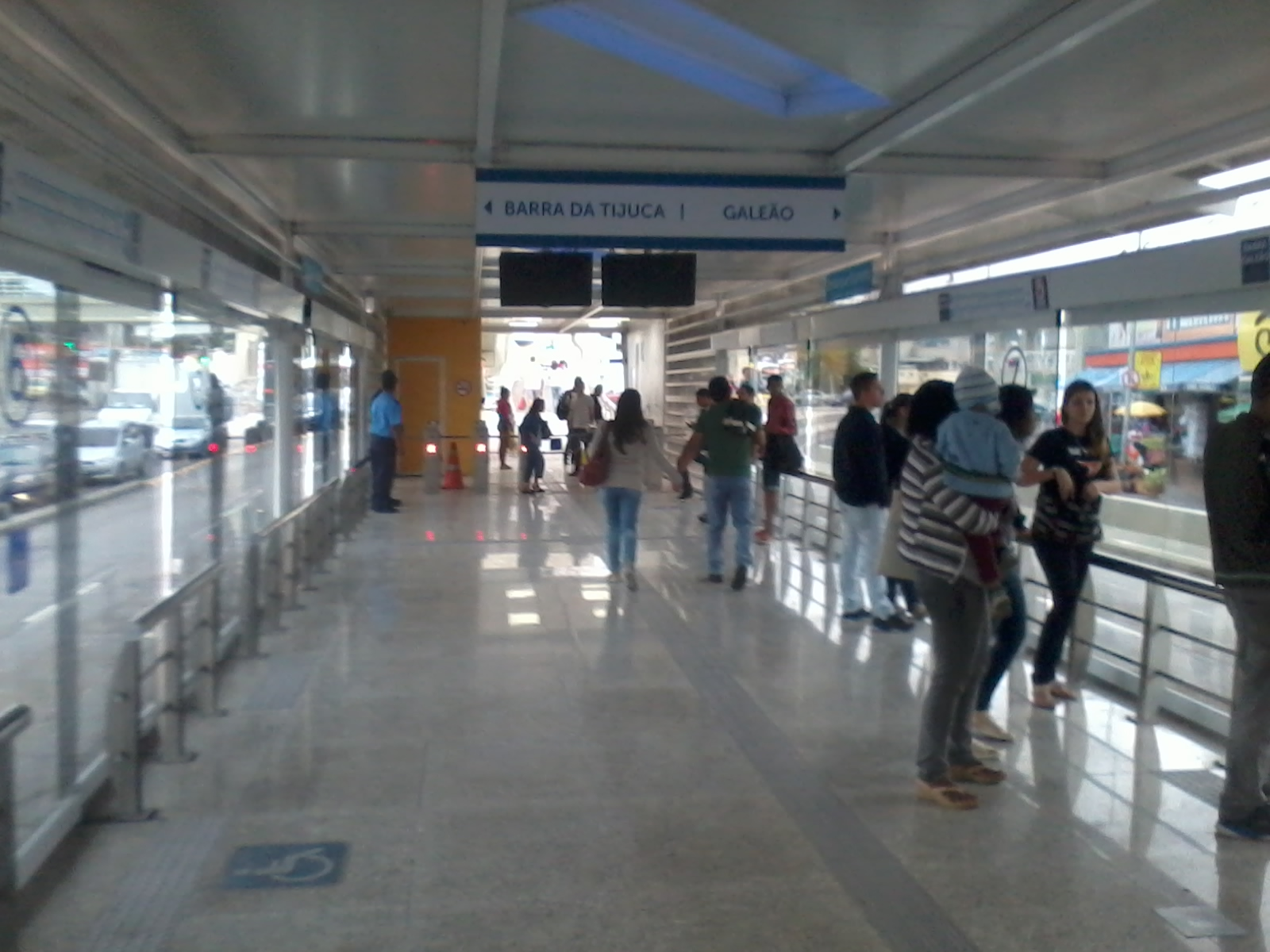
Plataforma da Estação Taquara, próximo a entrada pela passarela sobre a Est. Bandeirantes
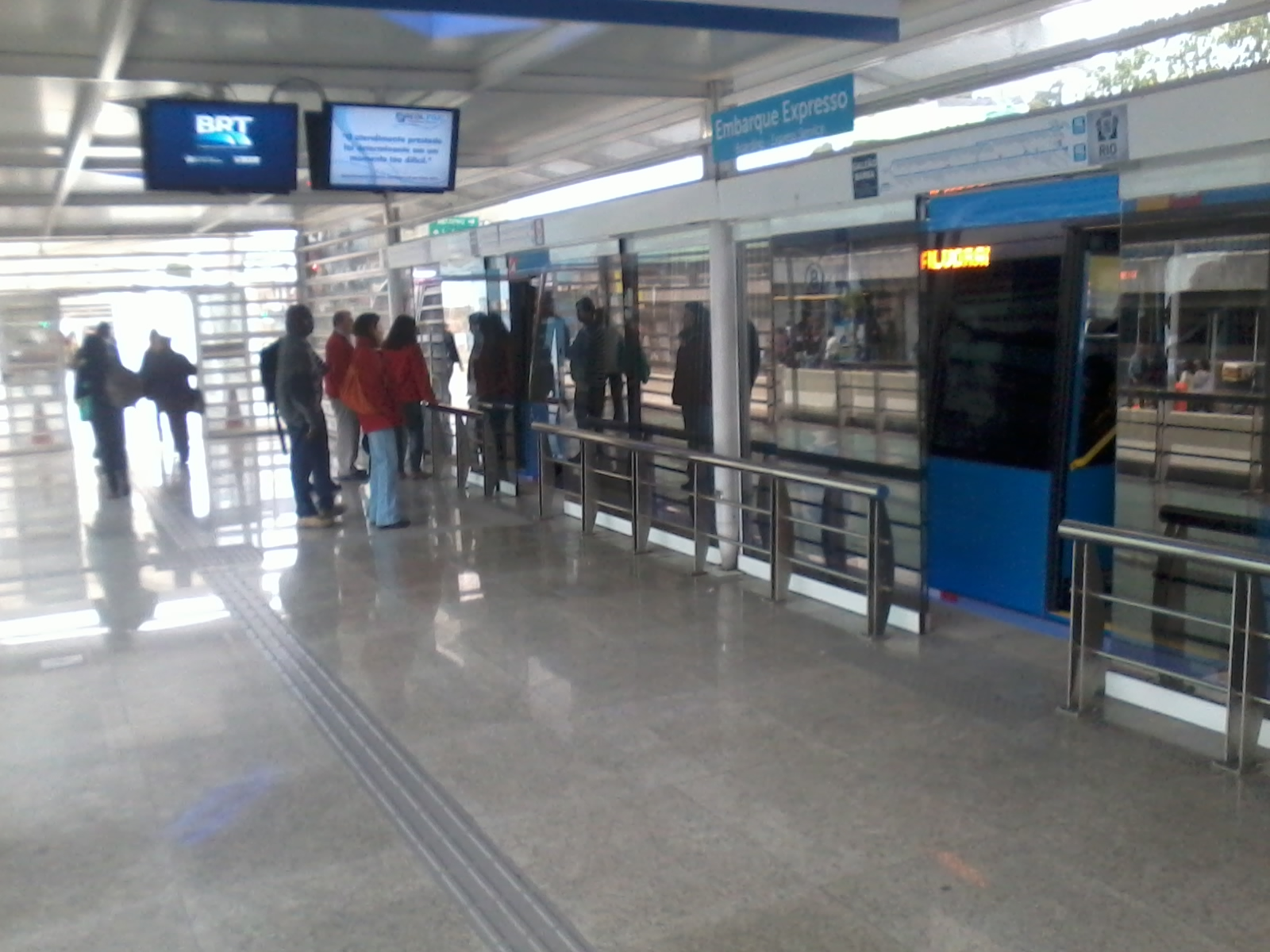
BRT parado na Plataforma de Embarque Expresso (sentido Galeão)